# Ficus lyrata
Фікус ліроподібний (Ficus lyrata) — вид рослин родини тутові (Moraceae), вічнозелене дерево.

## Назва
Назву дерево отримало від оригінальної форми листя. В англійській мові зустрічається термін «фікус скрипколистий» (англ. fiddle-leaf fig).

## Будова
Тропічне дерево від 12 до 15 метрів висоти. Має специфічне розташування гілок, що отримало назву терміналія (від Terminalia catappa). Коли молода гілка росте швидко під значним кутом від стовбура (майже паралельно землі), але згодом загинається вгору. А внизу на місці згину з'являється новий пагін, що росле далі й теж загинається. Листя велике 45 см довжини та 30 см ширини, зазвичай звужується посередині, що робить його схожим на ліру чи скрипку. Супліддя інжиру розміром до 3 см.

## Життєвий цикл
Рослина проростає як епіфіт у кроні інших дерев і посилає коріння вниз, обволікаючи стовбур хазяїна і з часом придушуючи його.

## Поширення та середовище існування
Росте у Західній Африці у низинах тропічних лісів.

## Практичне використання
Вирощується як кімнатна рослина.

## Галерея

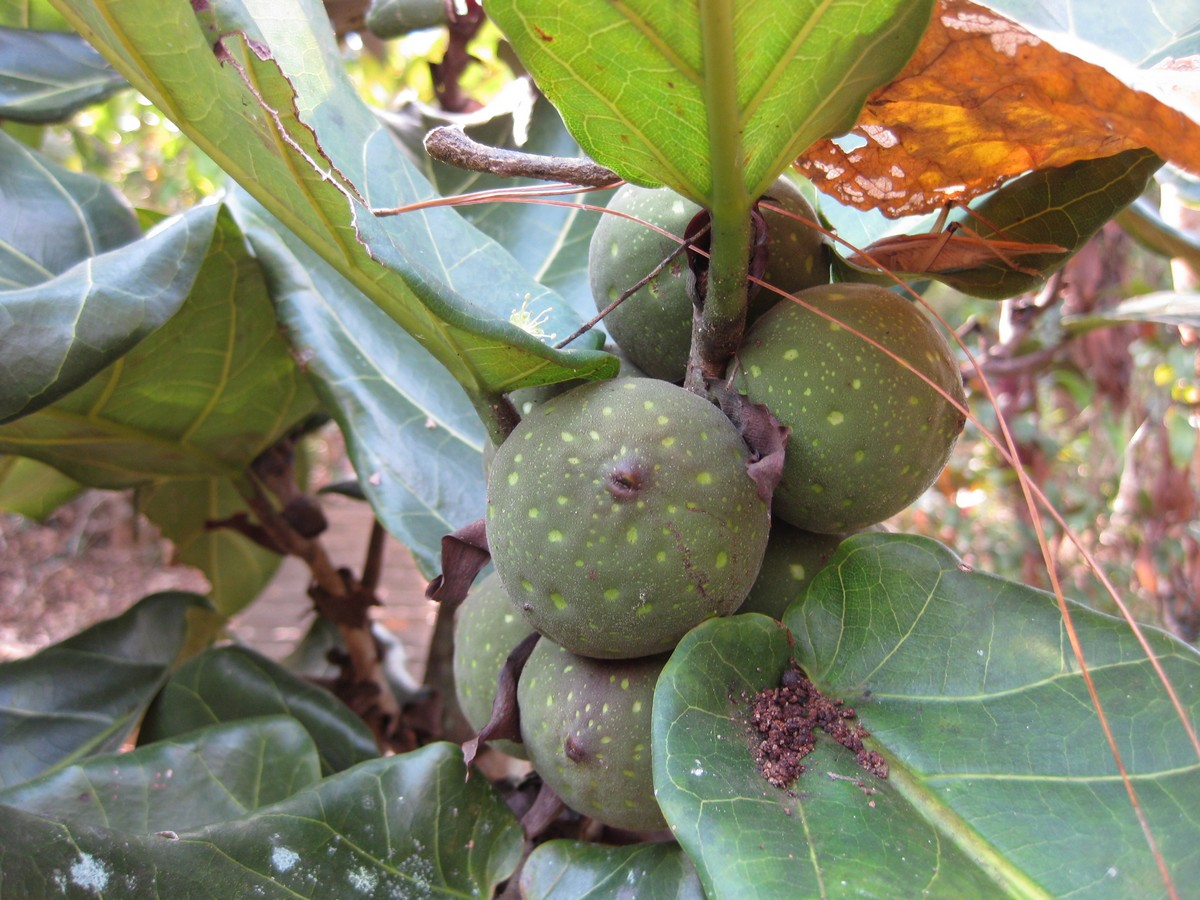
Плід
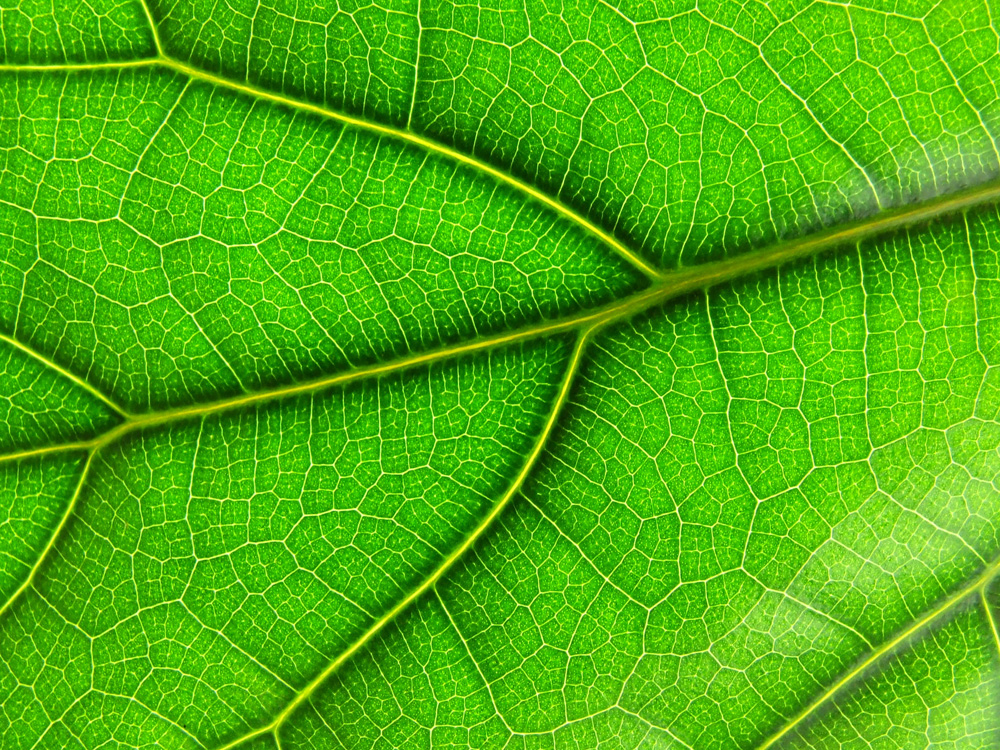
Прожилки
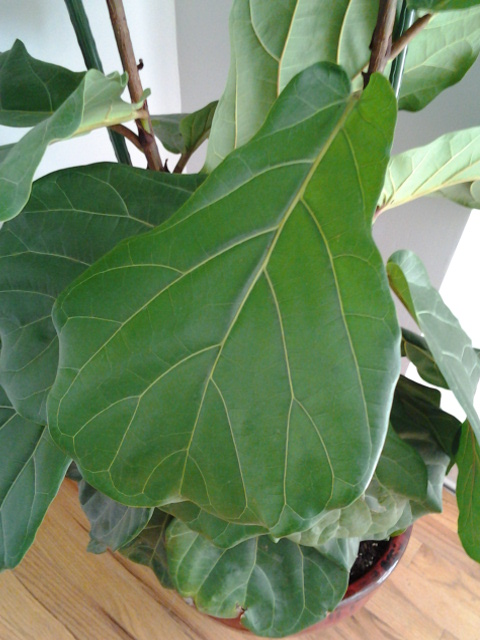
Листя
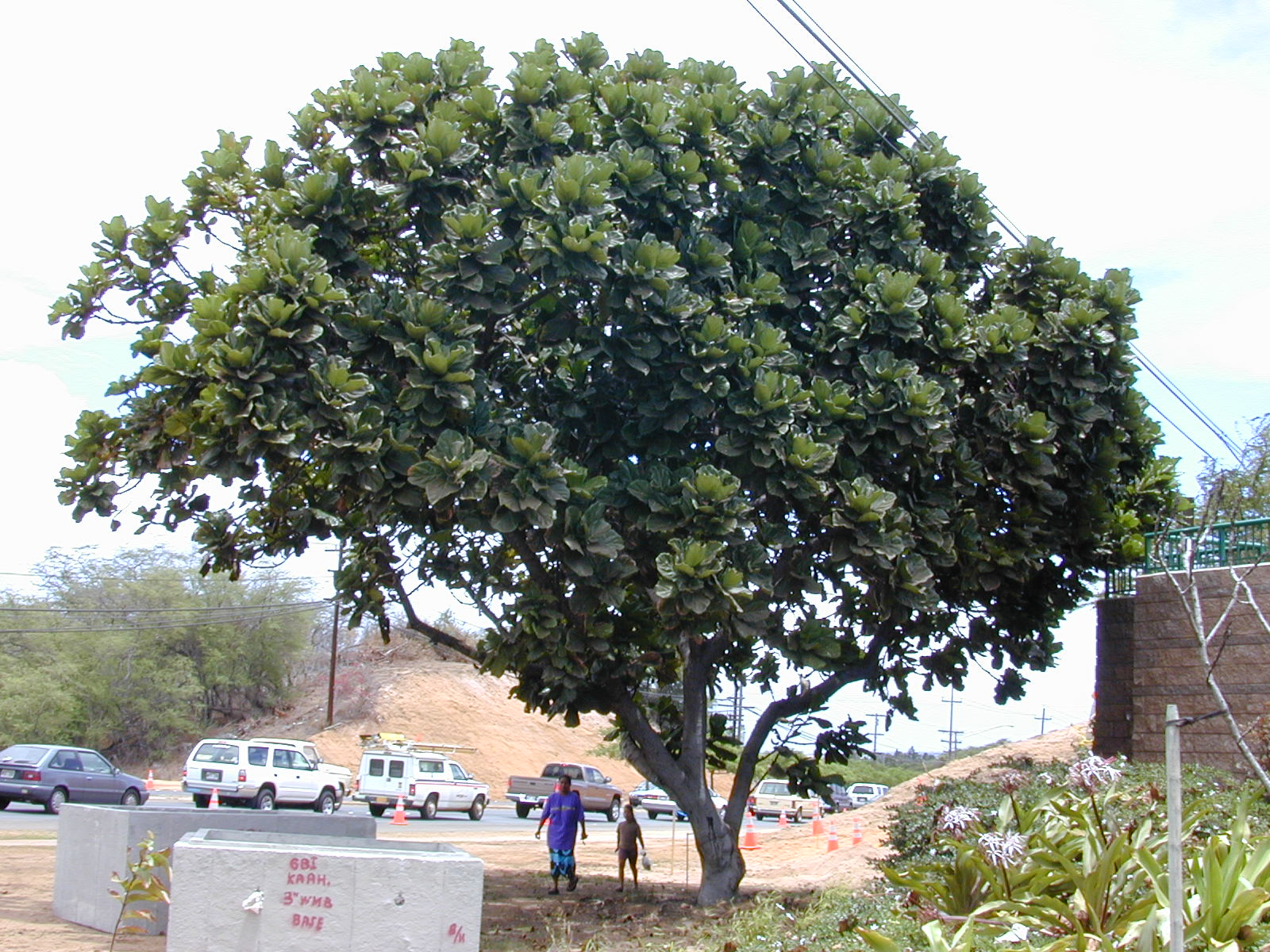
Доросле дерево